# 水口洋治
水口 洋治（みずぐち ようじ、1948年〈昭和23年〉4月21日 - 2013年〈平成25年〉8月31日）は、日本の詩人。大阪市出身、大阪市立大学卒業、甲子園短期大学などの教員を歴任した。

## 経歴
1948年、大阪府大阪市生まれ。小学校五年や六年の時に、絵のコンクールで特選をとった。その頃から詩を書き出した。中学では天文気象クラブと新聞部に入部し、本格的に詩を書きだした。佐藤春夫が最初に熱烈に読んだ詩人であった。高校は伊東静雄のいた大阪府立住吉高校へ進んだ。1967年、同高校を卒業。1972年、大阪市立大学文学部哲学科卒業。1974年1月に詩の季刊雑誌「ＰＯ（ポー）」を創刊し、「詩を朗読する詩人の会『風』」を設立する。1994年、関西詩人協会の設立時のメンバーで、初代の事務局長、ホームページ・システム・オペレーターを担当した。1999年 - 2003年、甲子園短期大学文化情報学科助教授。日本現代詩人会会員。関西詩人協会 運営委員 国際交流担当、昭和文学会会員、四季派学会、ＩＷＡ（International Wrighters Authurs Association）、日本文藝家協会所属。
2013年8月31日、心筋梗塞のため死去。65歳没。帰天式（葬儀）は、幸福の科学大阪中央支部精舎でとり行われた。幸福の科学を信仰していた。

## 著書
- 『僕自身について』竹林館、1968年3月26日 第1版[5]
  - 『水口洋治詩集 1 - 僕自身について』改訂第2版、竹林館、1975年7月30日
- 『夜明けの出発 - 水口洋治詩集 2』竹林館、1974年3月20日[6]
- 『冬枯れた海 - 水口洋治詩集 3』竹林館、1976年12月6日
- 『ルナール遍歴譚』竹林館、発売：関西書院、1981年11月5日、ISBN 978-4-7613-0086-9
- 『三好達治論』林道舎、1984年9月、ISBN 978-4-947632-08-1
- 『水口洋治詩集』(日本詩人叢書 69) 近文社、1988年10月10日、全国書誌番号:89027294
- 『僕自身について 詩集 第3版』竹林館、発売：関西書院、1988年10月20日、ISBN 978-4-7613-0117-0
- 『花たちの詩 春・夏』(Poem photo library)関西書院、1990年7月、ISBN 978-4-7613-0126-2
- 『おはなし「大阪文学史」』竹林館、1998年8月、ISBN 978-4-924691-62-9
- 『金色の翼に乗って 大阪フィルハーモニー交響楽団 詩集』竹林館、2001年3月15日、ISBN 978-4-924691-77-3
- 『堀辰雄と開かれた窓『四季』』(ソフィア叢書 No.1)竹林館、2001年4月、ISBN 978-4-924691-86-5
- 『希望』朝日新聞大阪本社版 平成13(2001)年10月27日夕刊掲載[7]
- 『詩経「国風」の楽しみ』(ソフィア叢書 No.7)竹林館、2002年11月、ISBN 978-4-86000-027-1
- 『僕自身について - 水口洋治詩集』 (ポエム・ポシェット No.14)竹林館、2004年1月、ISBN 978-4-86000-061-5

## 論文
- 『動く風景,動かない道--大阪・難波宮のこと』現代詩手帖、思潮社 編、1993年11月、36巻13号
- 『言論と出版の自由を擁護しよう』ＰＯ 89号、平成9/1997年11月1日発行
- 『初期の田中克己の詩』甲子園短期大学紀要第17号 p101-105、平成11/1999年3月10日発行
- 『新川和江論 一』甲子園短期大学紀要第20号 p91-100、平成13/2001年3月10日発行
- 『新川和江論 二』甲子園短期大学紀要第21号 p97-108、平成14/2002年3月10日発行
- 『イタリアとダンテ』ＰＯ 105号、特集「イタリア」、平成14/2002年5月20日発行
- 『三好達治のやり残したもの』ＰＯ 106号、特集「三好達治」、平成14/2002年8月20日発行
- 『新川和江論 三』甲子園短期大学紀要第22号 p113-119、平成15/2003年3月10日発行
- 『新川和江論 四』甲子園短期大学紀要第23号 p167-172、平成16/2004年3月10日発行
- 『大阪の「キタ」と「ミナミ」の文学』文化情報学科記念論集 : 甲子園短期大学開学四十周年記念、2005年3月
- 『情報倫理学概論』